# Southern Comfort

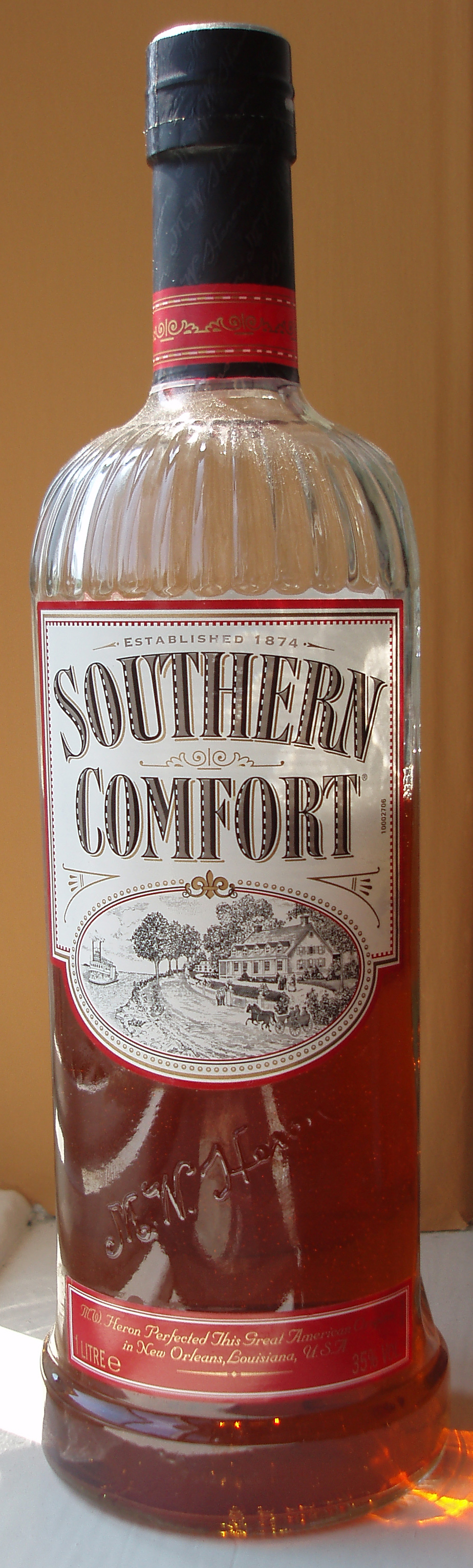
Een literfles Southern Comfort

Southern Comfort is een uit de Verenigde Staten afkomstige alcoholische drank.
Het is een fruitige en kruidige likeur, die wordt geproduceerd sinds 1874. Zoals de naam al aangeeft, heeft de drank zijn oorsprong in het zuiden van de Verenigde Staten. Het wordt bereid volgens een traditioneel recept dat tot op heden nog steeds geheim is. Zeker is dat er perzik, sinaasappel, vanille, suiker en kaneel voor gebruikt wordt. De Special Reserve-versie is gebaseerd op whiskey en niet op ongerijpte alcohol.
Het alcoholpercentage ligt rond de 40%.
Sinds 2013 wordt de likeur voor de Europese markt afgevuld door drankenproducent Konings in het Belgische Zonhoven.

## In cocktails
Bekende cocktails die met Southern Comfort kunnen worden gemaakt zijn:
- Alabama Slammer
- Lion Tamer
- Southern Hurricane
- Bubbles
- Oxbow
- Slow comfortable screw